# تفجير صنعاء 2012
تفجير السبعين أو تفجير صنعاء هو هجوم انتحاري وقع في 21 مايو 2012 على جنود الأمن المركزي اليمني في ميدان السبعين في صنعاء، اليمن. أثناء إعداد بروفات إستعداد لإقامة عيد الوحدة اليمنية في اليوم التالي 22 مايو 2012، أدى التفجير إلى مقتل 120 شخص أغلبهم جنود ويعتبر من أشرس الهجمات في تاريخ اليمن. أتهمت أجهزة الأمن جماعة أنصار الشريعة التابع لتنظيم القاعدة بالقيام بالتفجير.

## المحاكمة
بدأت المحكمة الجزائية الابتدائية المتخصصة بأمانة العاصمة بمحاكمة 10 متهمين بحادثة التفجير، وواجهت المحكمة سبعة من المتهمين بقرار الاتهام ومحاضر جمع الاستدلالات وتحقيقات النيابة ، فيما وجهت النيابة الجزائية المتخصصة إلى المتهمين العشرة تهم الاشتراك في عصابة مسلحة ومنظمة تابعة لتنظيم القاعدة للقيام بأعمال إجرامية تستهدف مهاجمة القوات المسلحة والأمن والمنشآت والمقرات العسكرية والأمنية واغتيال ضباط وأفراد الجيش والأمن والأجانب.
و في 30 يناير 2013 استدعت المحكمة يحيى محمد عبد الله صالح أركان حرب الأمن المركزي اليمني سابقاً ابن أخ علي عبد الله صالح ، و استدعت عبد الملك الطيب قائد الأمن المركزي سابقا على خلفية التفجير .
لم يحضر يحيى أو الطيب للمحكمة وفي 26 فبراير أقرت المحكمة الجزائية بحجز الممتلكات النقدية والعقارية لــ يحيى محمد عبد الله صالح وعبدالملك الطيب في الداخل والخارج على ذمة قضية تفجير السبعين وتقرر منعهم من مغادرة البلاد وابلاغ القرار للداخلية لتنفيذه وتكلف النيابة العامة بالتواصل مع كافة البنوك العاملة لايقاع الحجز التحفظي لارصدة وممتلكاتهم .